# Hřebeny (Milešov)
Hřebeny jsou osada v katastrálním území Milešov nad Vltavou v okrese Příbram. Nachází se asi 7 km jihozápaně od Krásné Hory nad Vltavou, 25 km jihozápadně od Sedlčan a asi 25 km jihovýchodně od Příbrami.
V Hřebenech je registrováno 13 čísel popisných. Západně od Hřebenů leží vodní nádrž Orlík na řece Vltavě, dříve se zde nacházela obec Orlické Zlákovice. Prochází tudy silnice III/0046.